# Juan Carlos Caballero Martín
Juan Carlos Caballero Martín   (Saragossa, 29 de setembre de 1978) és un exfutbolista aragonès, que ocupava la posició de porter. Posteriorment ha fet d'entrenador de futbol.

## Biografia
Comença a destacar al filial del CA Osasuna, d'on passa la temporada 01/02 a la UE Figueres. És titular a l'equip català, que arriba a les semifinals de la Copa del Rei d'eixe any. Per les bones actuacions al torneig eliminatori, el Sevilla FC l'incorpora, però no deixa de ser suplent del porter Notario, i només juga un partit, el que seria el seu debut a primera divisió.
Després de passar pel Terrassa FC (03/04) i SD Eibar (04/05), ambdós a Segona Divisió i ambdós com a suplent, a l'estiu del 2005 recala a la Lorca Deportiva. Amb els murcians és titular de nou i assoleix l'ascens a la categoria d'argent, però no segueix a l'equip i marxa a un altre conjunt regional, l'FC Cartagena, on roman fins a 2008.
La temporada 08/09 s'incorpora al Benidorm CD, i de nou destaca a la Copa del Rei. Els valencians s'enfronten al Barça, i els benidormers tan sols encaixen dos gols en l'eliminatòria, i Caballero li atura un penal a Messi. Això crida l'atenció del Cobreloa xilè.
El porter juga els primers mesos del 2009 al continent sud-americà, sent titular amb el Cobreola. A l'estiu d'eixe mateix any retorna al País Valencià per militar amb l'Alacant CF, de Segona B.